# Hankenberge
Hankenberge ist ein Ortsteil der Gesamtgemeinde Hilter am Teutoburger Wald im Landkreis Osnabrück in Niedersachsen mit etwa 700 Einwohnern. Er besteht aus den Teilen Hankenberge Ort und Hankenberge Sauerland.
Bis 1972 war Hankenberge eine eigenständige Gemeinde. Sie wurde im Zuge der Kreisreform ein Teil der Gesamtgemeinde Hilter. 

## Namensherkunft
Über die Namensgebung des Ortes sind zwei Überlieferungen bekannt.
Zum einen kann Hankenberge aus dem Althochdeutschen „hangen“ = Hang und „berg“ = Berg abgeleitet werden. Es bedeutet ungefähr das Dorf am Berghang.
Zum anderen gibt es eine Sage, nach welcher kleine zwergenartige Wesen, die „Honken“, ähnlich den
Heinzelmännchen, den Bewohnern dieses Dorfes bei den täglichen Arbeiten geholfen haben sollen und das Dorf deswegen nach ihnen benannt wurde.

## Geografie

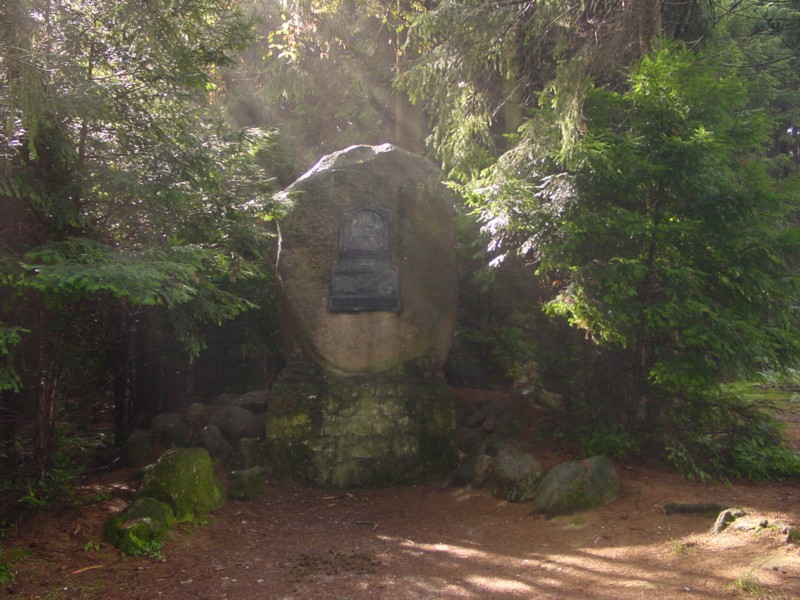
Der Gedenkstein am Limberg

Hankenberge liegt im westlichen Gebiet des Teutoburger Waldes und grenzt im Norden an Georgsmarienhütte, im Osten an Wellendorf, im Süden an Hilter und im Westen an den Teutoburger Wald. Der höchste Berg ist der Limberg im Teutoburger Wald mit einer Höhe von 194,3 Metern. An diesem Berg stürzte 1910 der Zeppelin LZ 7 „Deutschland“ ab. Daran erinnert ein Denkmal, der Zeppelinstein.

## Geschichte
Seit dem Jahr 1885/86 wurde im Gebiet der ehemaligen Zeche Hilterberg am Rande von Hankenberge Wealdenkohle abgebaut. Die Zeche wurde 1903 geschlossen. An den Bergbau erinnert eine Gedenktafel. Nach Ende des Zweiten Weltkriegs wurde bis 1953 erneut Kohle abgebaut.
Zwischen 1886 und 1984 wurde in Hankenberge Kalkstein abgebaut und in Öfen gebrannt. Zunächst betrieben die Wicking’sche Portland-Cement- und Wasserkalk-Werke AG ein Kalkwerk. Dieses wurde 1932 stillgelegt. 1933 wurde das Kalkwerk Wortmann eröffnet, dieses produzierte bis 1984 Brandkalk. Am 16. März 2002 wurden die mittlerweile als Wahrzeichen von Hankenberge geltenden Kalköfen des Kalkwerks Wortmann gesprengt.
Am 1. Juli 1972 wurde Hankenberge in die Gemeinde Hilter am Teutoburger Wald eingegliedert.

### Einwohnerentwicklung
Wohnbevölkerung der Gemeinde Hankenberge mit Gebietsstand vom 27. Mai 1970:
| Datum              | Einwohner |
| ------------------ | --------- |
| 17. Mai 1939       | 553       |
| 13. September 1950 | 844       |
| 6. Juni 1961       | 713       |
| 27. Mai 1970       | 784       |

## Verkehr
Hankenberge war eine Station an der Bahnstrecke Osnabrück–Brackwede (-Bielefeld, „Haller Willem“).
Derzeit gibt es Busverbindungen nach Osnabrück und Bad Rothenfelde.

## Vereine
Die Gemeinde Hankenberge unterhält zusammen mit der Gemeinde Wellendorf einen Sportverein, die so genannte Sportgemeinschaft Hankenberge Wellendorf (Kurz: SG-Hankenberge/Wellendorf oder auch SGHW). 2008 fusionierte nach der Turnabteilung auch die Jugend der Fußballabteilung mit der TuS Borgloh.
Des Weiteren gibt es einen traditionsreichen Schützen und Heimatverein sowie einen Spielmannszug.

## Veranstaltungen
Der Schützen- und Heimatverein Hankenberge feiert jedes Jahr im Herbst sein Schützenfest, es ist das letzte Schützenfest des Jahres in Niedersachsen.
Des Weiteren wird seit 2006 ein Hallenfußballturnier, der Dütecup, ausgetragen.